# Arbanija
Arbanija je manjše naselje na otoku Čiovo (Hrvaška), ki upravno spada pod mesto Trogir; le-ta pa spada pod Splitsko-dalmatinsko županijo.

## Geografija
Arbanija leži na severni obali otoka. Naselje je s cesto, ki poteka ob obali povezano preko Mastrinke z Čiovim, od katerega je oddaljeno okoli 7 km.
V kraju je manjši pristan, ki ga varuje kolenast valobran. Globina morja v pristanu je do 2 metra. Pristan je odprt vsem severnim vetrovom.

## Demografija
| Pregled števila prebivalcev po letih | Pregled števila prebivalcev po letih | Pregled števila prebivalcev po letih | Pregled števila prebivalcev po letih | Pregled števila prebivalcev po letih | Pregled števila prebivalcev po letih | Pregled števila prebivalcev po letih | Pregled števila prebivalcev po letih | Pregled števila prebivalcev po letih | Pregled števila prebivalcev po letih | Pregled števila prebivalcev po letih | Pregled števila prebivalcev po letih | Pregled števila prebivalcev po letih | Pregled števila prebivalcev po letih | Pregled števila prebivalcev po letih |
| ------------------------------------ | ------------------------------------ | ------------------------------------ | ------------------------------------ | ------------------------------------ | ------------------------------------ | ------------------------------------ | ------------------------------------ | ------------------------------------ | ------------------------------------ | ------------------------------------ | ------------------------------------ | ------------------------------------ | ------------------------------------ | ------------------------------------ |
| 1857                                 | 1869                                 | 1880                                 | 1890                                 | 1900                                 | 1910                                 | 1921                                 | 1931                                 | 1948                                 | 1953                                 | 1961                                 | 1971                                 | 1981                                 | 1991                                 | 2001                                 |
| 0                                    | 0                                    | 73                                   | 89                                   | 103                                  | 102                                  | 0                                    | 268                                  | 242                                  | 266                                  | 249                                  | 223                                  | 301                                  | 613                                  | 370                                  |

## Zgodovina
V bližnjem zaselku, ki stoji ob cesti proti Mastrinki je dominikanski samostan sv.Križa postavljen v 15. stoletju. Samostan sta gradila domača mojstra Ivan Brahanović in Nikola Mladinov. Samostan ima lep križni hodnik in bogato notranjo opremo. Od umetnin je najbolj znano leseno gotsko razpelo, ki naj bi imelo čudodelne lastnosti in gotski sedeži na koru.